# 샤크 스톰
《샤크 스톰》(영어: Sharknado)은 2013년 공개된 미국의 SF 코미디 재난 텔레비전 영화이다. 미국에서 인기를 끌어 프랜차이즈화 되면서 《샤크스톰2: 샤크네이도》(2014), 《샤크네이도 스톰》(2015), 《허리케인 샤크네이도》(2016), 《인투 더 샤크스톰》(2017) 등 속편을 낳았으며, B급 영화 고전으로 자리잡았다.

## 줄거리
멕시코 연안에서 한 상어 지느러미 밀수업자의 배가 허리케인을 만난다. 토네이도가 상어를 갑판 위로 연이어 집어던지면서 승선한 전원이 상어에 물려 사망한다.
허리케인은 이어 로스앤젤레스를 덮치고 도시는 상어가 들끓는 해수로 물난리가 난다. 곧 형성된 토네이도는 해수를 빨아들이면서 상어로 가득 찬 "상어 토네이도"("sharknados")로 진화한다.

## 출연

### 주연
- 아이언 지어링 - 핀 "핀리" 셰퍼드, 전 프로 서퍼, 술집 주인 역
- 존 허드 - 조지, 술집 단골 역
- 태라 리드 - 에이프릴 웩슬러, 사이가 소원한 전 아내 역

### 조연
- 캐시 스커보 - 노바 클라크, 바텐더 역
- 제이슨 시먼스 - 배즈 호건, 오른팔 역
- 오브리 피플스 - 클로디아, 딸 역
- 척 히틴저 - 맷, 조종사 훈련 학교에 재학 중인 아들 역
- 크리스토퍼 울프 - 콜린, 에이프릴의 남자친구 역

## 기타 제작진
- 공동 제작: 폴 베일스
- 라인 제작: 데빈 워드
- 협력 제작: 데이비드 L. 가버, 크리스 리지나, 토머스 P. 비탈리, 캐런 오하라
- 배역: 제럴드 웨브
- 미술: 빈센트 알보
- 의상: 앰버 함저
- 분장팀: 메건 아퍼드, 태라 랭
- 제작 관리: 줄리 리치하이머
- 조감독: 에스터 엘리스 존슨
- 음향 감독: 리사 리스
- 시각 효과: 조지프 J. 로슨, 에밀 에드윈 스미스

## 같이 보기
- 트위스터 (1996년 영화)
- 인투 더 스톰 (2014년 영화)